# 9487 Купе
9487 Купе (9487 Kupe) — астероїд головного поясу, відкритий 17 жовтня 1960 року.
Тіссеранів параметр щодо Юпітера — 3,305.